# Phân phối (tiếp thị)
Phân phối sản phẩm  (còn được biết đến trong tiếng Anh đơn giản là place hoặc Product distribution) là một trong 4 yếu tố của marketing. Phân phối là một tiến trình mà cung cấp sản phẩm, dịch vụ đến tay người tiêu dùng hoặc người sử dụng cuối cùng thông qua các phối thức phân phối trung gian.
Ba chiến lược khác của phối thức marketing, đó là chiến lược sản phẩm, chiến lược giá và chiến lược chiêu thị.

## Môi trường kênh phân phối

### Môi trường bên ngoài
- Kinh tế
  - Lạm phát: tỷ lệ lạm phát ảnh hưởng tích/tiêu cực đến kênh phân phối, tùy vào vị trí và sức mạnh của nền kinh tế, giảm/lạm phát sẽ tác động đến hệ thống kênh phân phối khác nhau. Thông thường, khi xét trên diện tiêu cực, việc lạm phát sẽ khiến đồng tiền mất giá, các sản phẩm, dịch vụ phân phối trở nên đắt đó, do đó, yêu cầu việc cải thiện kênh, tái cấu trúc kênh sẽ được các nhà quản trị lưu ý.
  - Khủng hoảng kinh tế: kinh tế suy giảm dẫn đến sức mua và khả năng tài chính thị trường cũng như của bản thân doanh nghiệp giảm, tác động tiêu cực đến hệ thống phân phối.
  - Suy giảm nguồn lực: nguồn lực của công ty, doanh nghiệp giảm như nhân lực, tài lực, khí lức.
- Văn hóa - Xã hội
  -     - Yếu tố nhân khẩu học: độ tuổi, giới tính, trình độ dân trí, cơ cấu dân số, cơ cấu dân tộc và sự trỗi dậy của vai trò phụ nữ đều tác động đến việc thực hiện chiến lược phân phối.
    - Cấu trúc gia đình: cơ cấu gia đình tác động đến chiến lược phân phối thông qua việc xác lập các thế hệ trong gia đình, quy mô và loại hình tổ chức gia đình.

  - Pháp luật: môi trường pháp luật tác động đến hệ thống phân phối nhằm chống lại các hiện tượng phân phối tiêu cực như độc quyền, phân quyền giá..., bên cạnh đó nền tảng pháp luật cũng là hệ thống giúp các doanh nghiệp, nhà phân phối hoạt động có tổ chức và an toàn hơn.
  - CNTT: sự phát triển của công nghệ thông tin dẫn đến sự phát triển hệ thống kênh phân phối hiện đại như telemarketing, teleshoping, internet shoping

### Môi trường bên trong
- Sự hợp tác giữa các thành viên: các thành trong kênh cần hợp tác với nhau để chia sẻ nguồn lực, nguồn lợi cũng như cùng phát triển để đạt mục tiêu phân phối chung của cả hệ thống phân phối. Sự hợp tác của các thành viên nhằm phân định rõ vị trí địa lý, lợi nhuận, cùng thực hiện, triển khai chương trình khuyến mãi của công ty và để cùng khai thác tốt cơ sở vật chất, vị thế của toàn hệ thống phân phối.
- Sức mạnh thành viên trong kênh: các thành viên trong kênh phân phối đều có mong muốn "điều khiển" những thành viên khác, do đó tùy vào nguồn lực của riêng họ, họ có thể áp dụng để tiết chế các thành viên khác trong kênh. Một số sức mạnh mà các thành viên có thể có như.
  - Sức mạnh tài chính - khen thưởng
  - Sức mạnh áp đặt
  - Sức mạnh hợp pháp
  - Sức mạnh thừa nhận
  - Sức mạnh chuyên môn
- Cạnh tranh giữa các cấp thành viên: việc cạnh tranh sẽ sảy ra giữa các thành viên trong kênh là đều tất yếu nếu các thành viên là những doanh nghiệp độc lập với nhau.
- Mâu thuẫn: mâu thuẫn sẽ nảy sinh khi trong hệ thống kênh, các thành viên không thể thỏa thuận hoặc lợi ích của nhau bị chèn ép. Các mâu thuẫn thường thấy trong kênh phân phối.
  - Mâu thuẫn về vị trí, vai trò trong kênh không hợp lý.
  - Mâu thuẫn về nguồn lực không phân bổ đều.
  - Mâu thuẫn sảy ra khi thiếu thốn về nhận thức thông tin lẫn nhau.
  - Mâu thuẫn do đối phương không thực hiện theo mong muốn.
  - Mâu thuẫn do phạm vi ra quyết định khác nhau.
  - Mâu thuẫn do không cùng mục đích hoạt động chung.
  - Mâu thuẫn do thông tin cung cấp sai lệch hoặc giấu giếm thông tin.

## Cấu trúc kênh

### Khái niệm
- Cấu trúc kênh là tập họp 1 nhóm các thành viên trong kênh được phân bổ nhiệm vụ, hoạt động phân phối rõ ràng.
- Các yếu tố của cấu trúc kênh bao gồm.
  - Chiều dọc của kênh: thể hiện số lượng các cấp phân phối ở mỗi kênh phân phối.
  - Chiều ngang của kênh: thể hiện số trung gian thành viên ở mỗi cấp kênh.
  - Số loại trung gian ở mỗi cấp kênh.
- Khu vực phân chia theo cấp kênh phân phối.
  - Khu vực phân phối sản phẩm tiêu dùng: thiết lập việc phân phối các sản phẩm phục vụ người tiêu dùng cuối cùng.
  - Khu vực phân phối thương mại: phân phối các sản phẩm cho những trung gian khác (hoặc được hiểu như chuyển đổi quyền sở hữu sản phẩm).
- Dựa vào tính chất hoạt động của thành viên.
  - Cấu trúc chính: là cấu trúc bao gồm các thành viên trực thuộc kênh phân phối, sở hữu sản phẩm, dịch vụ, chuyển quyền sở hữu, và chịu trách nhiệm trước mọi hoạt động phân phối, kinh doanh cuối cùng.
  - Cấu trúc phụ: là cấu trúc gồm các thành viên phụ trợ cho việc phân phối như vận tải, kho bãi, logistic

### Các loại cấu trúc kênh

#### Cấu trúc kênh phân phối theo chiều dọc
Cấu trúc kênh phân phối chiều dọc thể hiện ở việc thiết lập hệ thống phân phối với 1 thành viên nắm vai trò lãnh đạo, các thành viên trực thuộc khác chịu sự tác động và điều phối của thành viên chính. Cấu trúc chiều dọc bao gồm những kênh phân phối theo từng loại sau.
- Kênh phân phối trực tiếp: một thành viên đóng vai trò sở hữu, các thành viên khác trực thuộc thành viên này về toàn diện.
- Kênh phân phối hợp đồng: các thành viên độc lập lẫn nhau, thừa nhận sự phụ thuộc dựa vào họp đồng ký kết.
- Kênh phân phối có quản lý: không có sự phụ thuộc rõ ràng, mối quan hệ dựa vào sức mạnh quản lý, điều phối của 1 thành viên có tiềm năng.

#### Cấu trúc kênh phân phối theo chiều ngang
Cấu trúc chiều ngang do hai hoặc nhiều doanh nghiệp họp lại với nhau để thực hiện nhiệm vụ phân phối.

#### Cấu trúc kênh phân phối đa kênh
Doanh nghiệp sử dụng song song hai hoặc nhiều hệ thống phân phối khác nhau, nhằm bao quát được thị trường, hướng đến khách hàng mục tiêu tốt nhất.

### Các thành viên trong kênh phân phối
Các thành viên trong kênh phân phối là các trung gian trực tiếp tham gia đàm phán phân chia nhiệm vụ, công việc phân phối. Là những người sở hữu hàng hóa, dịch vụ và chuyển quyền sở hữu cho các thành viên, tổ chức, doanh nghiệp khác. Chịu mọi trách nhiệm trong hoạt động kinh doanh cuối cùng
Các thành viên trong một kênh phân phối cơ bản bao gồm.
- Nhà sản xuất/cung ứng.
- Trung gian bán buôn
- Trung gian bán lẻ
- Người tiêu dùng

## Chiến lược kênh phân phối

### Khái niệm
- Theo Philip Kotler: Chiến lược kênh phân phối là tập hợp các nguyên tắc nhờ đó doanh nghiệp có thể thực hiện được các mục tiêu tại thị trường mục tiêu.[2]
- Định nghĩa khác về chiến lược kênh phân phối theo quan điểm mục đích: chiến lược kênh phân phối là quá trình xem xét để lựa chọn phương án phân phối tốt nhất, giảm tối đa chi phí phân phối trong điều kiện cụ thể của chiến lược marketing hỗn hợp và trong sự tác động của môi trường vĩ mô, vi mô nhằm đảm bảo các chỉ tiêu về mức độ thỏa mãn nhu cầu trên một thị trường mục tiêu nhất định.

### Chiến lược kênh phân phối trong mục tiêu củachiến lược marketing
Việc xác lập chiến lược kênh phân phối cần được đạt trong mối quan hệ với mục tiêu các chiến lược marketing của doanh nghiệp. Các doanh nghiệp với vị thế khác nhau trên thị trường, sẽ có những mục đích marketing khác nhau, dẫn đến thực hiện chiến lược phân phối cũng sẽ khác nhau.
- Doanh nghiệp dẫn đầu thị trường: là những doanh nghiệp chiếm vị thế hàng đầu trên thị trường, có nguồn lực mạnh mẽ về tài chính, khả năng sản xuất hàng hóa, dịch vụ cao, thị trường rộng lớn. Thông thường, nhiệm vụ của họ là giữ vững vị trí số 1 thị trường, do đó, các chiến lược phân phối họ áp dụng được đặt trong từng mục tiêu cụ thể như.
  - Tăng tổng nhu cầu thị trường: việc tăng tổng nhu cầu sẽ tăng khả năng và sức phục vụ thị trường của các doanh nghiệp dẫn đầu. Các doanh nghiệp tăng tổng nhu cầu bằng các cách.
    - Tìm kiếm người tiêu dùng mới***: thực hiện chiến lược xúc tiến kênh và phát triển kênh phân phối trong thị trường mới.
    - Phát triển công dụng mới của sản phẩm***: thu hút khách hàng, bằng cách tung ra các sản phẩm với công dụng mới tốt hơn, dẫn đến hệ thống phân phối cần tái cấu trúc để thích hợp với những sản phẩm mới.
    - Tẳng tổng mua của khách hàng.

  - Giữ vững thị phần: đổi mới liên tục để phục vụ khách hàng tốt hơn, tránh ngủ quên trên chiến thắng.
  - Tăng thị phần.
- Doanh nghiệp thách thức thị trường: là những doanh nghiệp đứng ở vị thế thứ 2, 3, 4 trên thị trường, có khả năng phát triển để trở thành doanh nghiệp đứng đầu. Nhiệm vụ của họ là bảo vệ thứ hạng, cố gắng tăng hạng và tranh giành vị trí thứ nhất.
  - Tấn công người dẫn đầu: để tăng vị thế, cách họ lựa chọn mang tính may rủi nhất là tấn công người dẫn đầu. Tuy độ rủi ro cao, nhưng phần thưởng là vô cùng xứng đáng.
  - Tấn công các doanh nghiệp đồng hạng, đối thủ cạnh tranh.
  - Tấn công và thôn tính các doanh nghiệp nhỏ lẻ.
- Doanh nghiệp theo sau: là những doanh nghiệp nằm hạng thấp, nhỏ lẻ trên thị trường, những chiến lược của họ thường xoay quanh việc copy sản phẩm, bắt chước hoặc nhái sản phẩm.
- Doanh nghiệp nép góc: là những doanh nghiệp thay vì đương đầu với những doanh nghiệp, đối thủ trên thị trường, họ chọn cách tìm kiếm thị trường nhỏ lẽ ít đối thủ cạnh tranh để kinh doanh.

### Các chiến lược phân phối tiêu biểu
- Chiến lược về các loại trung gian.
  - Chiến lược sử dụng kênh phân phối trực tiếp.
  - Chiến lược sử dụng kênh phân phối gián tiếp.
  - Chiến lược phát triển kênh phân phối hiện có.
  - Chiến lược xây dựng kênh phân phối mới, cửa hàng riêng.
  - Chiến lược khác biệt hóa kênh phân phối.
- Chiến lược về số loại trung gian ở các cấp.
- Chiến lược phân phối độc quyền: hạn chế số lượng người mua ở trung gian, nhằm dễ dàng quản lý, bảo vệ hình ảnh thương hiệu, sản phẩm, tránh sự mất mác thông tin.
- Phân phối chọn lọc: chọn lọc rõ ràng những trung gian có khả năng phân phối tốt nhất cho doanh nghiệp.
- Phân phối đại trà: phát triển số lượng trung gian phân phối càng nhiều càng tốt.
- Chiến lược về điều kiện và trách nhiệm phân phối của các thành viên trong kênh.
  - Chính sách giá của Doanh nghiệp dành cho thành viên.
  - Điều kiện bán hàng.
  - Quyền hạn về lãnh thổ phân phối.
  - Xác định các dịch vụ hỗ trợ và điều kiện, trách nhiệm giữa nhà sản xuất và trung gian.

## Thiết kế kênh

### Khái niệm
Thiết kế kênh là quá trình đưa ra quyết định lựa chọn phát triển, xây dựng kênh phân phối mới tại những thị trường chưa có hoặc hoàn thiện, cải tiến kênh phân phối ở những thị trường đã tồn tại.
Thiết kế kênh ảnh hưởng đến việc quyết định cấu trúc của kênh như các thành viên trung gian, các thành viên hỗ trợ và mối quan hệ giữa các thành viên.

### Nhu cầu thiết kế kênh
Việc phát thiết kế kênh dựa vào những yếu tố tác động đến như.
- 1. Phát triển sản phẩm, dòng sản phẩm mới: sản phẩm mới được tung ra thị trường, đòi hỏi doanh nghiệp phải phát triển kênh phân phối mới hoặc cải tiến kênh phân phối đã có để thích hợp với tính năng của sản phẩm.
- 2. Thành lập công ty mới.
- 3. Đưa sản phẩm hiện tại vào thị trường mục tiêu mới.
- 4. Có xung đột, mâu thuẫn trong kênh.
- 5. Đánh giá hoạt động của kênh không tối ưu.
- 6. Do sự thay đổi chính sách phân phối của trung gian phân phối.
- 7. Tùy thuộc sự sẵn sàn hợp tác của các trung gian.
- 8. Do sự thay đổi của các biến trong marketing hỗn hợp.
- 9. Thâm nhập thị trường địa lý mới.

### Lựa chọn cấu trúc kênh tối ưu
Việc lựa chọn cấu trúc kênh tối ưu phải đạt được các yêu cầu sau.
- Yêu cầu về độ bao phủ thị trường.
  - Độ bao phủ thị trường thay đổi theo đặc tính hàng hóa, sản phẩm, nhu cầu thị trường.
  - Độ bao phủ biến thiên, khác nhau tùy thuộc vào chiến lược phân phối công ty chọn.
  - Độ bao phủ tùy thuộc vào khả năng tài chính của kênh.
- Yêu cầu về mực độ kiểm soát kênh: các doanh nghiệp luôn muốn có thể kiểm soát được các cấp trung gian càng nhiều càng tốt.
  - Mực độ kiểm soát tỉ lệ thuận với tính trực tiếp tiếp quản kênh phân phối của doanh nghiệp.
  - Điều khiển mực độ kiểm soát kênh, có thể sử dụng các phương thức liên kết dọc.
    - Liên kết dọc cứng nhắc.
    - Liên kết dọc mềm dẻo.
    - Liên kết dọc kết hợp giữa cứng và mềm.
- Yêu cầu về tối thiểu hóa chi phí phân phối.
- Yêu cầu về tính linh hoạt của kênh.
  - Tính linh hoạt thể hiện ở việc: Trung gian có thể thích ứng với sự biến đổi của môi trường hay không, và các trung gian có thể dễ dàng được thay đổi cũng như cấu trúc kênh có thể dễ dàng tái cấu trúc hay không.
  - Để thực hiện chiến lược này, DN thường sử dụng các hợp đồng phân phối ngắn hạn, nhằm có thể nhanh chóng và dễ dàng thay đổi kết cấu kênh phân phối.

### Lựa chọn thành viên kênh tối ưu

#### Tầm quan trọng
Lựa chọn các thành viên trong kênh ảnh hưởng đến sự tồn tại và hoạt động có hiểu quả của toàn kênh.
Việc lựa chọn thành viên kênh nên được thực hiện thường xuyên và cần thiết.
Mực độ tuyển chọn thành viên kênh khác nhau tùy theo chiến lược phân phối doanh nghiệp theo đuổi.

#### Các bước tuyển chọn thành viên kênh tối ưu
- Bước 1: tìm kiếm thành viên kênh tiềm năng.

Các thành viên trong kênh được doanh nghiệp xác lập từ nhiều nguồn, bao gồm.
- - Từ các lực lượng bán hàng của DN theo khu vực.
  - Từ các thành viên phân phối có sẵn.
  - Từ khách hàng.
  - Từ hoạt động thương mại.
  - Từ quảng cáo.
  - Từ hội nghị thương mại.
- Bước 2: xác định tiêu chuẩn lựa chọn.

Các thành viên cần phải được đánh giá theo tiêu chuẩn nhất định, nhằm chọn được thành viên phù hợp với điều kiện cụ thể của doanh nghiệp.
Một số tiêu chuẩn cần quan tâm như.
- - Khả năng tài chính, tín dụng.
  - Dòng sản phẩm.
  - Khả năng bán hàng.
  - Sự thành công của Thành viên.
  - Độ tin cậy, tên tuổi.
  - Thị trường, thị phần.
  - Khả năng quản lý.
  - Quy mô.
  - Quan điểm, thái độ.
- Bước 3: thuyết phục các thành viên tiềm năng trở thành thành viên chính thức của kênh.

Cách nhà phân phối trung gian có quyền lựa chọn nhà sx cho riêng mình, do đó, các DN cần phải thuyết phục để họ chấp nhận trở thành 1 thành viên trong kênh thông qua các hỗ trợ, ưu điểm về sản phẩm.
Thông thường, các trung gian phân phối thường quan tâm đến những yếu tố sau của doanh nghiệp.
- - Dòng sản phẩm: sản phẩm của DN càng bán chạy, trung gian sẽ dễ dàng họp tác.
  - Các chương trình khuyến mãi, xúc tiến bán hàng.
  - Các hỗ trợ của doanh nghiệp.
  - Chính sách hợp lý, công bằng.

## Quản trị kênh phân phối

### Khái niệm
Quản trị kênh phân phối là toàn bộ quá trình quản lý, điều tiết hoạt động của kênh phân phối nhằm duy trì, thiết lập mối quan hệ hợp tác, hỗ trợ giữa các thành viên trong kênh để thực hiện mục đích phân phối chung của Doanh nghiệp.

### Phát hiện xung đột trong kênh
"Xung đột" trong phần này là xung đột giữa nhà quản trị, giữa doanh nghiệp với các thành viên kênh, khách với xung đột phần trên là xung đột giữa các thành viên với nhau.

#### Xung đột tiềm tàng
- Xác định nguyên nhân gây xung đột.
  - Do khác biệt về mục đích phân phối: doanh nghiệp áp dụng chính sách giá thấp, nhằm thu hút khách hàng và giành thị phần, tuy nhiên, các trung gian phân phối lại mong muốn thu được lợi nhuận tối đa thông qua việc bán giá cao.
  - Do khác biệt nhận thức: nhà sản xuất thấy triển vọng về sản phẩm, và mong muốn trung gian tích trữ hàng hóa, tuy nhiên, trung gian lại bi quan về kinh tế, và từ chối yêu cầu trên.
  - Do không phân rõ vai trò, quyền hạn: các nhà sản xuất có thể thông qua lực lượng bán hàng trực tiếp của mình để cung cấp hàng cho một nhóm đối tượng khách hàng, bên cạnh đó, họ cũng yêu cầu trung gian phân phối cung cấp, tiếp cận đối tượng trên, dẫn đến xung đột sảy ra.
  - Do trung gian phụ thuộc quá nhiều vào người sản xuất: các trung gian độc quyền chịu may rủi về mẫu mã, hình thức, giá cả sản phẩm, do đó dẫn đến mâu thuẫn bán hay không bán hàng.

#### Xung đột thực tại
- Xung đột dọc.
  - Xung đột giữa nhà SX với người bán sĩ.
  - Xung đột giữa nhà SX với người bán lẻ.
- Xung đột ngang.
  - Xung đột giữa các thành viên trong một cấp kênh.
- Xung đột đa kênh.
  - Xung đột giữa 2 hay nhiều kênh do nhà sx thiết lập để phân phối sản phẩm trong cùng 1 thị trường.

### Đánh giá các thành viên và điều chỉnh kênh phân phối
- Yếu tố ảnh hưởng phạm vi và tần suất đánh giá.
  - Bản chất của sản phẩm.
  - Mức độ kiểm soát của nhà sản xuất với thành viên kênh.
  - Mức độ quan trọng tương đối của các thành viên.
  - Số lượng thành viên kênh.
- Đánh giá, kiểm tra hoạt động của các thành viên kênh.
  - B1. Xác lập tiêu chuẩn để đánh giá.
    - Tiêu chuẩn về kết quả hoạt động bán hàng.
    - Tiêu chuẩn về năng lực bán hàng.
    - Tiêu chuẩn về thái độ thành viên.
    - Tiêu chuẩn về cạnh tranh của các thành viên kênh.
    - Tiêu chuẩn về tăng trưởng của thành viên kênh.

  - B2. Đánh giá thành viên theo tiêu chuẩn.
    - Đánh giá theo một hay nhiều tiêu chuẩn riêng lẻ.
    - Đánh giá bằng cách kết hợp nhiều tiêu chuẩn không chính thức.
    - Đánh giá bằng cách kết hợp nhiều tiêu chuẩn chính thức.

  - B3. Điều chỉnh hoạt động thành viên.
    - Đối với các thành viên phù hợp tiêu chuẩn: lựa chọn các phương thức họp tác mới, nhằm tăng cường hoạt động và sự gắng kết của thành viên. Hỗ trợ thành viên phát triển tốt hơn.
    - Đối với thành viên dưới chuẩn: xem xét để tái cơ cấu lại hoạt động của trung gian đó, tăng cường họp tác hỗ trợ để giúp thành viên đó vượt qua khó khăn, Tuy nhiên, nếu cần thiết, DN có thể loại thành viên dưới chuẩn ra khỏi kênh phân phối.